# Volare (canção)
Nel blu dipinto di blu [nel ˈblu diˈpinto di ˈblu] (em português: "No azul pintado de azul"), popularmente conhecida por Volare é uma canção que se tornou a primeira vencedora do Grammy em 1958. Foi a primeira e até hoje a única canção numa língua que não seja a inglesa a conseguir tal feito. É, também, uma das 8 canções em língua estrangeira a atingir o topo da Billboard Hot 100. No total, ela permaneceu durante cinco semanas (não consecutivas) no Hot 100, entre agosto e setembro de 1958.
A canção foi a representante da Itália no Festival Eurovisão da Canção 1958 que se realizou em Hilversum nos Países Baixos a 12 de março desse ano. Foi interpretada em italiano por Domenico Modugno. Foi a primeira canção a ser interpretada na noite do festival, antes da canção dos Países Baixos, "Heel de wereld", interpretada por Corry Brokken. Terminou em 3º lugar, tendo recebido 13 pontos, apesar de tudo ficou muito mais conhecida do que a vencedora da noite de André Claveau. Foi popular em todo o mundo, ao passo que a vencedora caiu na obscuridade. Em 2019, pela primeira vez, a gravação de Volare foi transmitida sem fio usando um laser semicondutor.

## Composição
A canção tinha letra de Domenico Modugno e Franco Migliacci e foi composta por Domenico Modugno. A canção tinha vencido o Festival de Sanremo desse ano, tendo ganho assim o direito de representar a Itália no Festival Eurovisão da Canção 1958, onde terminou em terceiro lugar.

## Letra
A canção é uma balada em estilo chanson, em que Modugno (Letra em Diggiloo Thrush) descreve o sentimento que lhe parece voar com a sua amante. A canção abre num prelúdio surreal. Devido a problemas de transmissão, a canção não foi ouvida em todos os países e por isso foi interpretada no final outra vez, antes de se iniciar a votação.

## Popularidade
A canção ficou conhecida internacionalmente como "Volare", retirada do seu refrão, atingindo os tops de vendas pelo mundo fora e surgiram várias traduções em várias línguas  "Воларе (Volare)" em russo; "Dans le bleu du ciel bleu" in francês, "En el azul del cielo" na Espanha, "Jouw ogen" na Bélgica de língua neerlandesa, "Taivaan sinessä" na Finlândia, "Nos teus olhos vejo o céu" em Portugal e "Azul pintado de azul" no Brasil e América Latina.
A canção permanece popular e terminou em 2.º lugar no Congratulations: 50 Anos do Festival Eurovisão da Canção (apenas superada por Waterloo dos ABBA) que elegia a melhor canção do Festival Eurovisão da Canção até esse ano, concorreram mais de 1000 canções, tendo chegado à final 14.

## Outras versões de Modugno
- nova versão (1967) (Italiano) [2:29]
- nova versão (1983) (Italiano) [3:42]
- nova versão (1984) (Italiano) [1:59]
- nova versão (Italiano) [1:50]

## Outros artistas que gravaram a canção
- Adriano Celentano
- Al Martino
- Alex Chilton
- Alex Prior
- Armando Valsani
- Barney Kessel
- Barry White
- Caterina Valente
- Chet Atkins
- Claudio Baglioni
- Cliff Richard
- Connie Francis
- Cortijo y su combo
- Dalida (como "Dans le bleu du ciel bleu")
- David Bowie
- Dean Martin
- Dolores Duran
- Domenico Modugno
- Ella Fitzgerald
- Emilio Pericoli
- Engelbert Humperdinck
- Frank Sinatra
- Frank Zappa
- Gianna Nannini
- Gigi D'Agostino
- Gipsy Kings
- Hugo Montenegro
- Ismael Rivera
- Laura Pausini com Eros Ramazotti (Dueto)
- Lionel Hampton
- Lisa Ono
- Louis Armstrong
- Lucho Gatica
- Luciano Pavarotti
- Nelson Riddle
- Oleksandr Ponomaryov
- Oscar Peterson
- Paul McCartney
- Petula Clark
- Ray Conniff
- Richard Clayderman
- Rita Pavone
- Russell Watson
- Sofia Rotaru
- Stefano Bollani
- The Platters
- Thomas Anders
- Trini Lopez
- Wayne Newton
- Ximena Sariñana
- Yvonne Catterfeld